# Bommelstein
Bommelstein is een fictief kasteel dat een belangrijke rol speelt in de stripreeksen met de avonturen van Tom Poes van Marten Toonder en de Toonder Studio's. Het kasteel wordt bewoond door Olivier B. Bommel (heer Bommel) en verschijnt voor het eerst in het verhaal De drakenburcht uit 1941.
Het door Toonder Studio's gebruikte Kasteel Nederhorst werd ook wel "Bommelstein" genoemd.

## Verhaallijnen
Volgens oude documenten is Bommelstein een 12e-eeuws kasteel. Na een korte huurperiode koopt heer Bommel het kort na zijn eigen debuut in de stripreeks aan, zonder later nog te willen beseffen dat het eigenlijk de oude Drakenborg is, waar de tovenaar Hocus P. Pas destijds domicilie gekozen had voor zijn duistere praktijken. Wanneer deze tovenaar verdreven is door Heer Bommel en Tom Poes, wordt het kasteel herdoopt in Bommelstein. Later in de reeks wordt het door heer Bommel pronkend betiteld als voorvaderlijk slot.
Reeds in het eerstvolgende verhaal na De drakenburcht, Het verdwijneiland, geeft Heer Bommel het kasteel in onderpand bij de reder Bruin. In de loop der jaren worden steeds meer stukken grond rond het kasteel aangekocht. Ook schenkt de kasteelheer soms weer grond terug aan de gemeente Rommeldam. Het is zijn ultieme toevluchtsoord, van een andere woonstede wil hij niet weten.
In Bommelstein is ook de bediende Joost gehuisvest. Joost heeft een torenkamer in de westelijke vleugel tot zijn beschikking, deze is echter niet altijd even geriefelijk door lekkage of de drukkende aanwezigheid van heer Bommels herinneringen op zolder, zoals blijkt uit het verhaal De uitvalsels. Na het verhaal Het mengeldier dienen leveranciers zich aan de achterdeur te melden.
Door buurman markies de Canteclaer wordt Bommelstein doorgaans aangeduid als 'steenklomp', die hij het liefst uit zijn gezichtsveld ziet verdwijnen. In een aantal situaties lijkt hij zijn zin te krijgen door dreigend faillissement van heer Bommel, of door beslaglegging, en zelfs een militaire belegering, maar steeds wordt het oude slot weer gered.
Bommelstein ligt aan de Distellaan op "een uurtje lopen" van de stad Rommeldam. In zijn Bommel Reisgids geeft Jenno Witsen "1 uur gaans" gebruikelijkerwijze weer met vier kilometer. In het verhaal De Hachelbouten wordt tijdelijk een huisnummer 13 aan het pand toegekend.